# Negativa de Angola
 (novembre 2023).
Si vous disposez d'ouvrages ou d'articles de référence ou si vous connaissez des sites web de qualité traitant du thème abordé ici, merci de compléter l'article en donnant les références utiles à sa vérifiabilité et en les liant à la section « Notes et références ».
La Negativa de Angola (« défense d'Angola », en portugais) est une position défensive de la capoeira utilisée pour esquiver ou pour les déplacements au sol, et qui consiste à poser les deux mains à plat au sol et à se coucher sur le côté en s'appuyant ou non sur le coude (seuls les mains, les pieds et accessoirement la tête peuvent toucher le sol). La jambe du côté vers lequel on se penche doit être pliée, et l'autre tendue.